# John Barbour

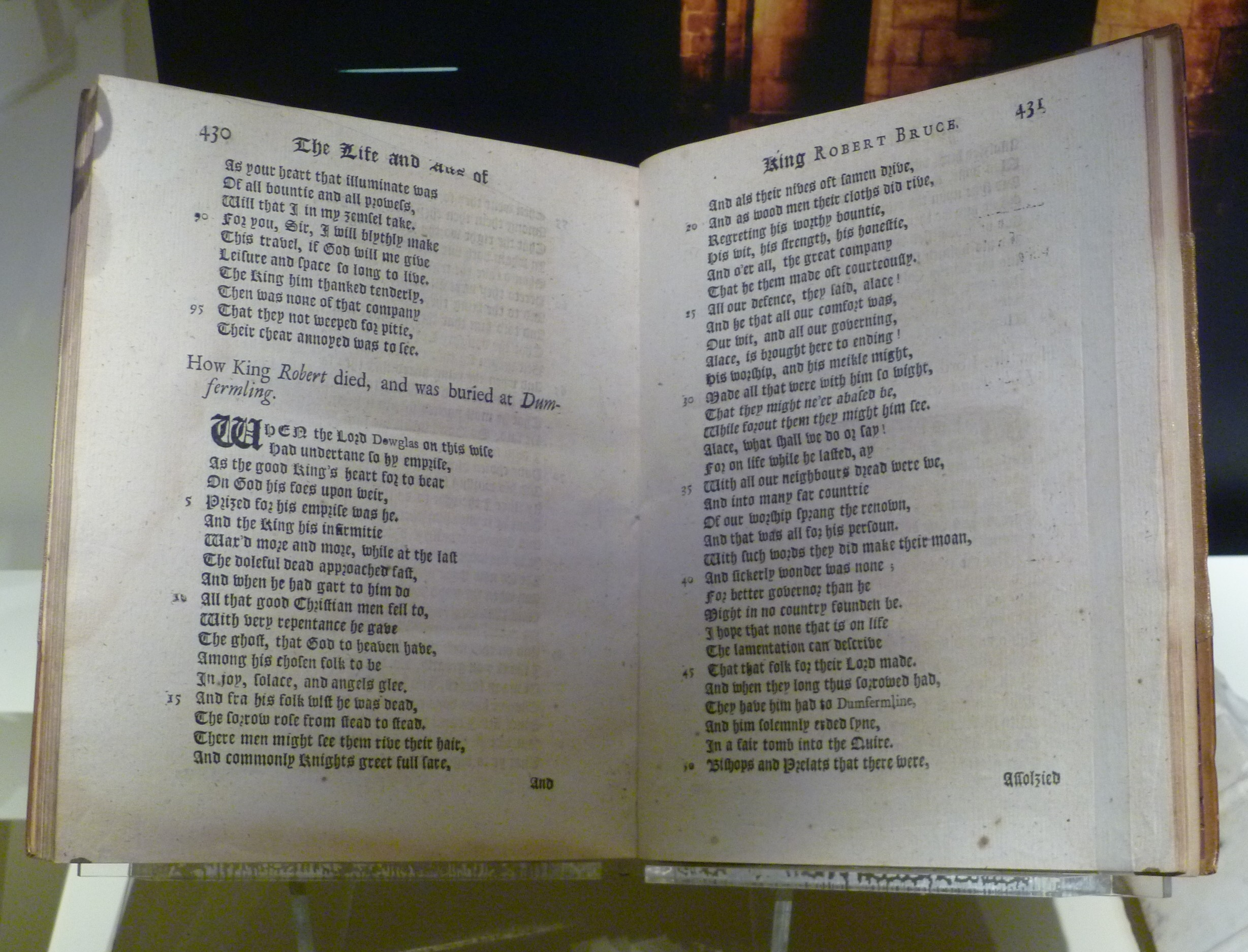
The Bruce

John Barbour (Aberdeen, 1320 – Aberdeen, 13 marzo 1395) è stato un poeta scozzese.

## Biografia
Arcidiacono di Aberdeen dal 1357, dopo aver studiato ad Oxford e a Parigi, ottenne numerose cariche, tra cui quella di consigliere del Tesoro.
L'opera più significativa e che gli assegnò la definizione di "padre della poesia scozzese", la compose nel 1375, e fu il poema epico The Brus, sulla vita di Robert Bruce, costituito da circa quattordicimila versi ottosillabici.
L'opera, che lo stesso Barbour, denominò romance, celebrò le gesta di Robert Bruce, incoronato re di Scozia dopo la morte di Alessandro III di Scozia.
Ottimo conoscitore dei poemi cavallereschi francesi, Barbour narrò con toni lirici, nell'antico linguaggio della Bassa Scozia, la guerra d'indipendenza degli Scozzesi, improvvisati guerrieri di fronte ad un esercito inglese molto organizzato.